# Love Hurts (singel Incubusa)
Love Hurts – trzeci singiel z szóstego albumu zespołu Incubus o nazwie Light Grenades.

## Lista utworów

### Singel
1. "Love Hurts" (wersja albumowa)
2. "Anna-Molly"
3. "Drive"
4. "Love Hurts" (video)

### Singel promocyjny
1. "Love Hurts"
2. "Anna-Molly"